# Ville Iiskola
Ville Iiskola (26 de julho de 1986) é um futebolista finlandês que já atuou no TPS Turku, e no KuPS.